# 강원관광대학교 축구부
강원관광대학교 축구부(영어: Kangwon Toursim College Football Club)는 대한민국 강원특별자치도 태백시에 위치한 대학교 축구부이다. 강원관광대학교에서 운영했던 대학 축구부이며, 김철호 선수와 같은 인물들을 배출했다.

## 참고 문헌
- “KFA 통합경기정보 시스템”. 대한축구협회.

## 같이 보기
- 강원관광대학교